# Venus vom Galgenberg
Koordinaten: 48° 26′ N, 15° 36′ O

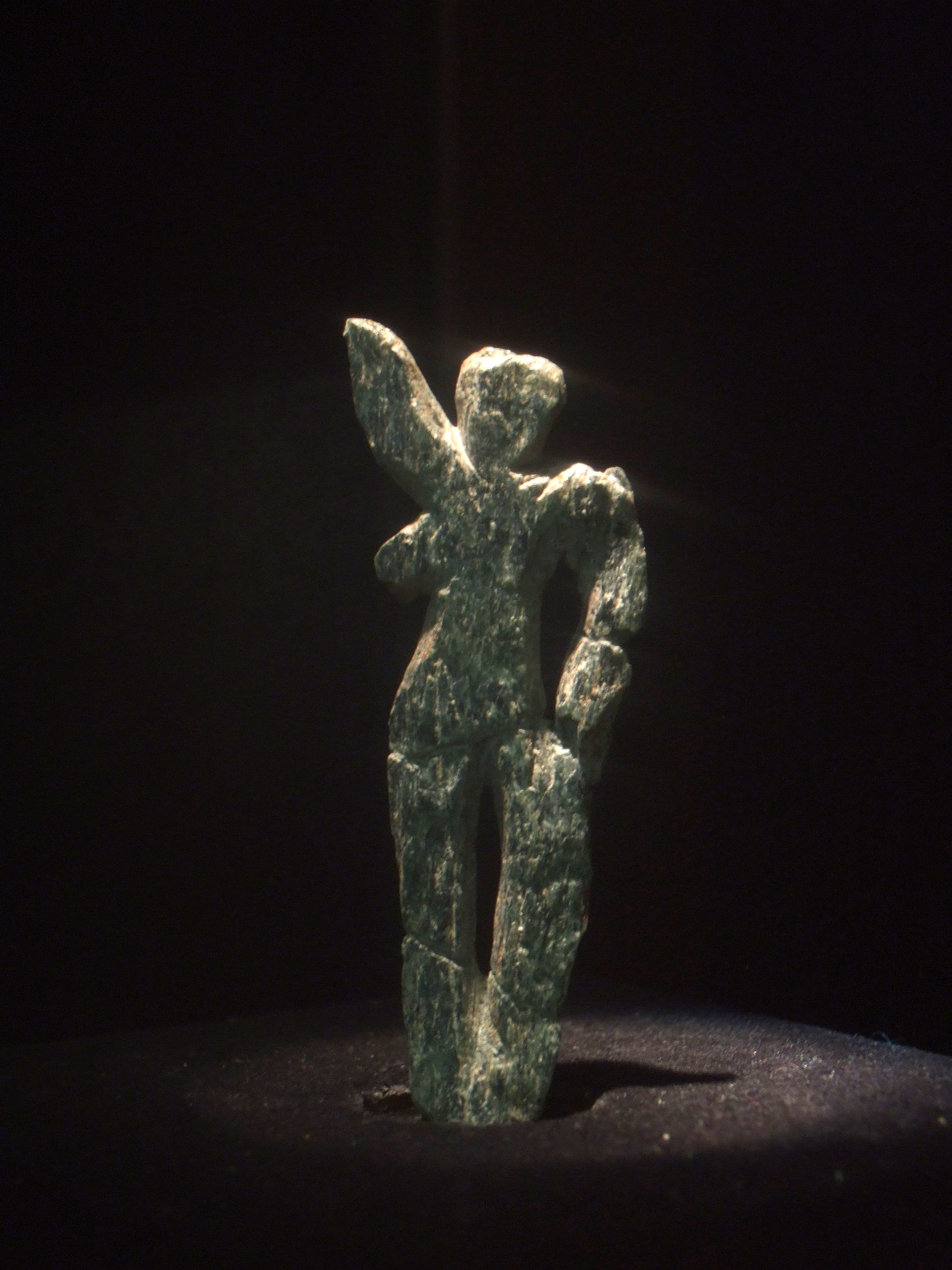
Die Venus vom Galgenberg im Naturhistorischen Museum Wien

Die Venus vom Galgenberg (auch Fanny vom Galgenberg) ist eine Venusfigurine aus grünem Serpentin, die nach dem Fundort beim niederösterreichischen Stratzing benannt wurde. Mit einer Radiokohlenstoffdatierung der Fundschicht auf die Zeit um 32.000 BP, nach neueren Untersuchungen des Fundortes um 36.000 BP, ist sie neben der 2008 gefundenen, knapp 6 cm hohen Venus vom Hohlefels die älteste allgemein anerkannte Venusfigurine. Beide gehören der archäologischen Kultur des Aurignacien an; die 7,2 cm große Galgenberg-Venus wurde 1988 gefunden.

## Geschichte
Der Fundort liegt auf dem Galgenberg bei Stratzing, unmittelbar auf der Gemeindegrenze zwischen Stratzing und Krems-Rehberg in Niederösterreich. Der altsteinzeitliche  Fundplatz verdankt seine Entdeckung dem Forscher Emil Weinfurter, der 1942 an der Böschung eines am Nordhang gelegenen Hohlweges Artefakte und Tierknochen aus der Zeit des Aurignaciens (jüngere Altsteinzeit) gefunden hatte. 
Im Sommer 1985 wurde auf dem Galgenberg eine Baugrube für einen Wasser-Hochbehälter ausgehoben, wobei die altsteinzeitlichen Fundschichten angegraben und Knochen und Steingeräte zutage gefördert wurden. Von den Funden wurde Johannes-Wolfgang Neugebauer von der Abteilung für Bodendenkmale des Bundesdenkmalamtes in Kenntnis gesetzt, der sofort deren Bedeutung erkannte. Im September und Oktober 1985 führte er an der Baugrubensohle die ersten Rettungsgrabungen durch. Leiterin der weiteren Ausgrabung des Fundplatzes war ab 1986 die Wiener Prähistorikerin Christine Neugebauer-Maresch.
Die Statuette wurde bei der laufenden Ausgrabung am 23. September 1988 gefunden. Die Steinplastik ist 7,2 cm groß und wiegt 10 g. Die Rückseite der Figur ist flach, die Vorderseite plastisch gestaltet. Sie weist eine tänzerische Haltung auf. Durch diese Darstellung bekam sie gleich beim Auffinden den Spitznamen: „Fanny – die tanzende Venus vom Galgenberg“, nach der bekannten Tänzerin Fanny Elßler. Da die Darstellung nicht eindeutig ist, wird sie aber auch als Jäger mit einer Keule gedeutet.
Wie die Schnitzabfälle zeigen, dürfte die Statue am Fundort hergestellt worden sein. Auch der Stein stammt aus der Gegend. Die Altersbestimmung fußt auf der 14C-Datierung umliegender Holzreste.
Das Original der Figurine ist im Naturhistorischen Museum Wien zu sehen, eine Kopie der Skulptur im museumkrems in Krems an der Donau.
Etwa 25 Kilometer von Stratzing entfernt donauaufwärts liegt die Fundstelle der etwa 7.000 Jahre jüngeren Venus von Willendorf.